# واوکس ان دیولت
واوکس ان دیولت (به فرانسوی: Vaux-en-Dieulet) یک کمون در فرانسه است که در Canton of Buzancy واقع شده‌است.

## خصوصیات
واوکس ان دیولت ۱۱٫۰۳ کیلومترمربع مساحت و ۷۰ نفر جمعیت دارد و ۲۱۵ متر بالاتر از سطح دریا واقع شده‌است.